# XIe législature du Parlement des îles Baléares
La XIe législature du Parlement des îles Baléares est un cycle parlementaire du Parlement des îles Baléares, d'une durée initiale de quatre ans, ouvert le 20 juin 2023 à la suite des élections du 28 mai 2023 précédent.

## Bureau
Le bureau du Parlement des îles Baléares rassemble le président, deux vice-présidents et deux secrétaires. Le président est élu à la majorité absolue des députés au premier tour, à la majorité simple au second entre les deux candidats ayant recueilli le plus grand nombre de suffrages lors du premier vote. Les vice-présidents et secrétaires sont élus à la majorité simple : les deux candidats qui obtiennent le plus grand nombre de voix sont proclamés élus.
| Poste                   | Titulaire             | Parti | Parti | Circonscription |
| ----------------------- | --------------------- | ----- | ----- | --------------- |
| Président               | Gabriel Le Senne      |       | Vox   | Majorque        |
| Premier vice-président  | Mauricio Rovira       |       | PP    | Majorque        |
| Seconde vice-présidente | Mercedes Garrido      |       | PSOE  | Majorque        |
| Première secrétaire     | Misericordia Sugrañes |       | PP    | Minorque        |
| Seconde secrétaire      | Pilar Costa           |       | PSOE  | Ibiza           |

## Groupes parlementaires
Le règlement du Parlement des îles Baléares dispose que les députés issus d'une même candidature ont le droit de former un groupe parlementaire, à condition qu'il compte au moins 3 membres. Les députés appartenant à un même parti ne peuvent former de groupes parlementaires séparés. Les députés ne peuvent intégrer que le groupe parlementaire du parti politique pour lequel ils ont concouru aux élections. Les députés des candidatures qui n'ont pas atteint ce seuil sont intégrés au groupe mixte. Dans ce cas, il est possible à ces députés de s'associer à un groupe parlementaire déjà constitué. En cas d'association, l'effectif du groupe parlementaire de rattachement est augmenté du nombre de députés associés. Si, au cours de la législature, l'effectif d'un groupe devient inférieur au seuil requis pour sa création, celui-ci est alors dissous et ses membres intègrent le groupe mixte. Est considéré comme non-inscrit le député qui n'est pas membre du groupe parlementaire de son parti politique ou quitte ou est expulsé de son groupe en cours de législature.
| Nom | Nom                       | Début | Fin | Porte-parole                                   |
| --- | ------------------------- | ----- | --- | ---------------------------------------------- |
|     | Groupe populaire          | 25    |     | Sebastián Sagreras                             |
|     | Groupe socialiste         | 18    |     | Francina Armengol Iago Negueruela (25/07/2023) |
|     | Groupe Vox-Actúa Baleares | 8     |     | Idoia Ribas                                    |
|     | Groupe Més per Mallorca   | 4     |     | Lluís Apesteguia                               |
|     | Groupe mixte              | 4     |     | Poste tournant                                 |

## Commissions parlementaires
| Commission                                                              | Président        | Parti | Parti | Circonscription |
| ----------------------------------------------------------------------- | ---------------- | ----- | ----- | --------------- |
| Commissions permanentes législatives                                    |                  |       |       |                 |
| Commission des Affaires institutionnelles et générales                  | Margalida Pocoví | PP    |       | Majorque        |
| Commission des Affaires sociales, de l'Égalité et des Droits de l'Homme | Teresa Torrent   | PP    |       | Minorque        |
| Commission de l'Économie                                                | Sergio Rodríguez | Vox   |       | Majorque        |
| Commission des Finances et des Budgets                                  | Patricia Gómez   | PSOE  |       | Majorque        |
| Commission de la Culture, de l'Éducation et des Sports                  | Margarita Durán  | PP    |       | Majorque        |
| Commission de l'Environnement et de l'Aménagement territorial           | Mauricio Rovira  | PP    |       | Majorque        |
| Commission de la Santé                                                  | María José Verdú | Vox   |       | Majorque        |
| Commission du Tourisme                                                  | Jordi López      | PP    |       | Minorque        |
| Commissions permanentes non-législatives                                |                  |       |       |                 |
| Commission du Règlement                                                 | Gabriel Le Senne | Vox   |       | Majorque        |
| Commission du Statut des députés                                        | Margarita Durán  | PP    |       | Majorque        |
| Commission des Pétitions                                                | Mauricio Rovira  | PP    |       | Majorque        |
| Commission de la Participation citoyenne                                | Gabriel Le Senne | Vox   |       | Majorque        |
| Commission des Affaires européennes                                     | Jordi López      | PP    |       | Minorque        |
| Commission du Contrôle de la radiotélévision régionale                  | Jacobo Varela    | PP    |       | Ibiza           |

## Gouvernement et opposition
| Candidat           | Date                                      | Vote       |    |      |     |     |     |    |         | Résultat |  |  |  |  |  |  |  |  |  |  |  |  |  |
| Candidat           | Date                                      | Vote       | PP | PSOE | Vox | Més | MpM | UP | SA Unió | Résultat |  |  |  |  |  |  |  |  |  |  |  |  |  |
| Marga Prohens (PP) | 4 juillet 2023 (majorité absolue requise) | Oui        | 25 |      |     |     |     |    | 1       | 26 / 59  |  |  |  |  |  |  |  |  |  |  |  |  |  |
| Marga Prohens (PP) | 4 juillet 2023 (majorité absolue requise) | Non        |    | 18   |     | 4   | 2   | 1  |         | 25 / 59  |  |  |  |  |  |  |  |  |  |  |  |  |  |
| Marga Prohens (PP) | 4 juillet 2023 (majorité absolue requise) | Abstention |    |      | 8   |     |     |    |         | 8 / 59   |  |  |  |  |  |  |  |  |  |  |  |  |  |
| Marga Prohens (PP) |                                           |            |    |      |     |     |     |    |         |          |  |  |  |  |  |  |  |  |  |  |  |  |  |
| Marga Prohens (PP) | 6 juillet 2023 (majorité relative)        | Oui        | 25 |      |     |     |     |    | 1       | 26 / 59  |  |  |  |  |  |  |  |  |  |  |  |  |  |
| Marga Prohens (PP) | 6 juillet 2023 (majorité relative)        | Non        |    | 18   |     | 4   | 2   | 1  |         | 25 / 59  |  |  |  |  |  |  |  |  |  |  |  |  |  |
| Marga Prohens (PP) | 6 juillet 2023 (majorité relative)        | Abstention |    |      | 8   |     |     |    |         | 8 / 59   |  |  |  |  |  |  |  |  |  |  |  |  |  |

## Désignations

### Sénateurs
| Parti | Parti | Sénateurs désignés      | Voix |
| ----- | ----- | ----------------------- | ---- |
| PP    |       | Miguel Ángel Jerez Juan | 43   |
| PSOE  |       | José Hila Vargas        | 43   |

- Désignation : 27 juillet 2023.